# Šuster
Šuster je priimek več znanih Slovencev:
- Andrej Šuster (1768—1825), ljudski pesnik, bukovnik
- Dagmar Šuster (*1944), gospodarstvenik, avtomobilski dirkač, politik
- Danilo Šuster (*1960), filozof, logik
- Franc Šuster, glasbenik
- Staša Šuster (1920—2021), pravnica